# Хачай, Михаил Юрьевич
Михаи́л Ю́рьевич Хачай (род. 25 декабря 1970, Краснотурьинск) — российский математик, специалист в области дискретной математики, теории сложности, вычислительной геометрии, теории и методов комбинаторной оптимизации и статистического обучения. Доктор физико-математических наук (2005), профессор РАН (2016), член-корреспондент РАН со 2 июня 2022 года по Отделению математических наук.

## Биография
Родился в семье учёных-геофизиков, докторов наук Ольги Александровны (1946—2023) и Юрия Васильевича (1947—2019) Хачай. Братья: Андрей и Олег также посвятили себя научной работе, кандидаты физико-математических наук.
Окончил математико-механический факультет Уральского государственного университета имени А. М. Горького (1993). С 1994 года работает в Институте математики и механики Уральского отделения РАН, с 2006 года в должности заведующего отделом математического программирования.
В 1996 году защитил кандидатскую диссертацию «Классификация и оценки комитетов систем неравенств», в 2005 году — докторскую диссертацию «Комитетные решения несовместных систем ограничений и методы обучения распознаванию». Лауреат премии им. акад. А. И. Субботина УрО РАН (2006).
Профессор кафедры вычислительной математики и компьютерных наук УрФУ. Член научно-редакционной коллегии научно-образовательного портала «Большая российская энциклопедия».

## Научная деятельность
Основные направления исследований: вопросы вычислительной сложности и эффективной аппроксимируемости в классе алгоритмов с гарантированными оценками точности для труднорешаемых комбинаторных задач, в том числе индуцированных процедурами статистического обучения. Построена теория вычислительной сложности комбинаторных задач, описывающих оптимальные процедуры обучении в классе мажоритарных кусочно-линейных решающих правил, найдены пороги полиномиальной аппроксимируемости и обоснованы полиномиальные приближенные алгоритмы с рекордными гарантированными оценками для этих задач. Получен ряд значимых результатов в области эффективной аппроксимируемости для актуальных постановок классических маршрутных задач комбинаторной оптимизации, в том числе, в метрических пространствах произвольной фиксированной размерности удвоения.